# هیلی هانسون
هیلی هانسون (انگلیسی: Haley Hanson؛ زادهٔ ۲۲ فوریهٔ ۱۹۹۶) بازیکن فوتبال اهل ایالات متحده آمریکا است.
از باشگاه‌هایی که در آن بازی کرده‌است می‌توان به هیوستون دش اشاره کرد.
وی همچنین در تیم‌های ملی فوتبال زیر ۲۳ سال زنان ایالات متحده آمریکا و زنان ایالات متحده آمریکا بازی کرده‌است.